# Horton, Blyth
Horton var en civil parish fram till 1920 när den uppgick i civil parish Blyth, i grevskapet Northumberland i England. Civil parish var belägen 8 km från Morpeth och hade 2 546 invånare år 1911.